# Asparagus squarrosus
Espèce
Statut de conservation UICN

 LC  : Préoccupation mineure
Asparagus squarrosus est une espèce de plantes à fleurs de la famille des Asparagacées. Elle est endémique du Cap-Vert.
Localement elle est connue sous le nom de « espargo ».
Elle est utilisée en médecine traditionnelle.

## Répartition et habitat
Cette espèce est présente sur les îles de Santo Antão, São Vicente, Santa Luzia, São Nicolau, Sal, Boa Vista, Maio, Santiago et Fogo.
C'est une plante xérophyte qui pousse dans les zones arides et très arides.